# Рейнальдо Рей
Рейнальдо Рей (англ. Reynaldo Rey; уроджений Гаррі Рейнолдс, 27 січня 1940 - 28 травня 2015) — американський актор і комік. Його найбільш відомими роботами були ролі у фільмах «П'ятниця», «Білі люди не вміють стрибати» і «Ночі Гарлема».

## Біографія
Рей народився в окрузі Секвоя штату Оклахома. Він афро-американського і корінного американського походження. Отримав ступінь бакалавра наук в коледжі штату Канзас за фахом в галузі освіти. Помер 28 травня 2015 року в результаті ускладнень після отриманого за рік до цього удару.

## Фільмографія
- Internet Dating / Інтернет-знайомства  (2008 / I)
- Рік випуску 2008 - Перша неділя / First Sunday
- Американська мрія / American Dream  (2008 / I)
- Божественне втручання / Divine Intervention  (2007 / I)
- Who Made the Potato Salad?  (2006)
- Issues  (2005)
- Treasure n tha Hood  (2005)
- My Big Phat Hip Hop Family  (2005)
- Survival of the Illest  (2004)
- Super Spy  (2004)
- The Sunday Morning Stripper  (2003)
- Любов до грошей / For da Love of Money  (2002)
- The Cheapest Movie Ever Made  (2000)
- Біла ворона / The Breaks  (1999)
- Sprung  (1997)
- Fakin 'da Funk' '(1997)
- П'ятниця / Friday  (1995)
- House Party 3  (1994)
- Діти Бібі / Bébé's Kids  (1992)
- Білі люди не вміють стрибати / White Men Can not Jump  (1992)
- Лють в Гарлемі / A Rage in Harlem  (1991)
- Хлопець з дивацтвами / Far Out Man  (1990)
- Ночі Гарлема / Harlem Nights  (1989)
- Молодість, лікарня і кохання / Young Doctors in Love  (1982)